# Rise of the Argonauts
Rise of the Argonauts là một game hành động nhập vai năm 2008 được Liquid Entertainment phát triển và Codemasters phát hành cho Microsoft Windows, PlayStation 3 và Xbox 360. Mặc dù rất khác với câu chuyện về Jason trong thần thoại Hy Lạp gốc, nhưng cốt truyện của trò chơi vẫn bao quanh huyền thoại về Jason và Argonaut tìm kiếm Bộ lông cừu vàng.

## Cốt truyện
Trong Rise of the Argonauts, người chơi sẽ đóng vai nhân vật chính Jason được miêu tả như một vị vua xứ Iolcus. Hôn thê của Jason, một công chúa chiến binh được gọi là Alceme Enialios, con gái của một vị vua Mycenean mang tên Lycomedes, bị ám sát vào ngày cưới. Jason trả thù cho Alceme bằng cách giết chết tên sát thủ, kẻ đã dẫn đầu một cuộc tấn công không rõ nguyên nhân của lính đánh thuê từ Ionia—và bắt đầu điều tra giáo phái ngày tận thế của những kẻ thờ phụng Hecate mà sát thủ được kết nạp làm thành viên.  Jason phong ấn xác của Alceme trong ngôi đền nơi hai người đã kết hôn, và nó trở thành lăng mộ của Alceme. Jason nhanh chóng phát hiện ra rằng cách duy nhất để mang vợ mình trở lại là lấy Bộ lông cừu vàng, vì người ta nói rằng một mình Bộ lông cừu có thể xóa bỏ các sự kiện đã xảy ra. Khởi hành đến Delphi, Jason được nhà tiên tri mách bảo rằng cách duy nhất để đi trên con đường lần mò Bộ lông cừu là tìm thấy ba hậu duệ của ba vị thần bảo trợ của mình: Hermes, Ares và Athena. Hậu duệ của Hermes được tìm thấy trên Saria, hậu duệ của Athena trên Kythra, trong lúc hậu duệ của Ares nằm ngay tại Mycenae. Sau khi thuyết phục tất cả họ tham gia cùng mình, Jason lại đến Delphi lần nữa và biết tin Bộ lông cừu đang ở Tartarus, Địa ngục Âm phủ Hy Lạp. Sau khi lấy được nó, Jason đi thuyền về nhà để hồi sinh Alceme. Anh phải đối mặt với Pelias, người chú phản bội của mình. Trong suốt cuộc hành trình này, Jason sẽ đối đầu với Blacktongues, kẻ đứng sau vụ ám sát Alceme, lính đánh thuê Ionia, các con thú thần thoại và các nhân vật khác, nhưng anh không hề đơn độc một mình mà có thêm những người bạn đồng hành trong nhóm Argonaut.

## Lối chơi
Toàn bộ trò chơi bao gồm rất nhiều cuộc đối thoại và trận chiến chống lại kẻ thù. Một thanh kiếm, giáo và chùy hạng nặng có thể được sử dụng làm vũ khí... Mỗi loại đều có mục đích đặc biệt riêng. Với sự trợ giúp của chùy, người chơi có thể phá vỡ khiên của đối phương, nhưng đối với trận chiến xa hơn, nó không hiệu quả vì tốc độ tấn công thấp. Cây thương rất tốt cho các cuộc tấn công tầm xa, nhưng nó trở nên vô dụng khi cận chiến. Với sự trợ giúp của thanh kiếm, người chơi có thể tung ra những cú đánh nhanh và đòn chí mạng trong cận chiến, nhưng đồng thời khả năng bảo vệ của nhân vật vẫn ở mức tối thiểu. Hầu hết các trận chiến được cấu trúc theo sơ đồ gần giống nhau: phá vỡ tấm khiên nếu đối phương có mang theo, sau đó tham gia trận chiến bằng kiếm, khi người chơi cần ra đòn nhanh, né tránh các đòn đáp trả và tìm kiếm thời điểm động tác kết thúc chết người. Đối với mỗi cuộc chiến, người chơi cần chọn vũ khí hiệu quả nhất và thay đổi sự lựa chọn của nó tùy thuộc vào tình huống. Người chơi còn có thể mua và nâng cấp các kỹ năng và khả năng của anh hùng. Có bốn cây kỹ năng trong trò chơi: Ares, Hermes, Apollo và Athena. Điểm để mua các kỹ năng được trao để hoàn thành nhiệm vụ (cả chính và bổ sung) và cho những câu trả lời tâng bốc trong các cuộc đối thoại. Kỹ năng của Ares tăng kỹ năng với chùy và tăng sức mạnh trong chiến đấu. Các kỹ năng của Hermes dựa trên việc cải thiện kỹ năng kiếm, tăng tốc độ của nhân vật và nhanh chóng phục hồi điểm mana. Kỹ năng của Apollo dựa trên khả năng hồi phục sức khỏe nhanh chóng và cải thiện khả năng phòng thủ. Các kỹ năng của Athena dựa trên việc cải thiện các kỹ năng giáo và cộng thêm các tia sét mạnh.

## Đón nhận
Rise of the Argonauts nhận được nhiều đánh giá "trái chiều" theo trang web tổng hợp kết quả đánh giá trò chơi điện tử Metacritic. Nhìn chung trò chơi nhận được nhiều lời khen ngợi về cốt truyện, hệ thống lên cấp / cây kỹ năng, âm nhạc và hình ảnh, nhưng bị chỉ trích vì vị trí kẻ thù thưa thớt và đánh trùm tương đối dễ dàng. Các lời chỉ trích cũng tập trung vào thời lượng trò chuyện với các nhân vật trong game, với việc trình diễn giọng nói thiếu hấp dẫn không giúp ích gì cho tình hình. Các chỉ trích khác bao gồm các vấn đề kỹ thuật như lỗi, sự cố camera và lỗi trong game.